# Laëtitia Salles
Laëtitia Salles (Lamasquère, 29 ottobre 1982) è un'ex rugbista a 15 francese, nel ruolo di tallonatrice attiva per 14 stagioni nel Perpignano e detentrice del record di presenze nella sua nazionale (92).

## Biografia
Salles fu avvicinata al rugby da Serge Gabernet, suo insegnante di educazione al liceo ed ex internazionale francese degli anni ottanta, ed entrò nelle giovanili di una squadra di Fonsorbes; durante l'università conobbe alcune giocatrici del Toulouges ed entrò in tale club che successivamente si fuse con l'USAP Perpignan per divenirne la sezione femminile.
Nel 2003 debuttò in nazionale contro l'Inghilterra e nel 2004 vinse il Grande Slam al Sei Nazioni.
Nel 2006 fu terza alla Coppa del Mondo in Canada.
Divenuta insegnante d'educazione fisica dopo la laurea in Scienze motorie fu a Montpellier e poi a La Valette-du-Var, il posto dove chiuse la carriera sportiva.
Alla fine della Coppa del Mondo 2014 tenutasi in Francia Salles raggiunse le 92 presenze internazionali, divenendo quindi la giocatrice più selezionata del suo Paese.
Dopo la fine della Coppa del Mondo 2014 Salles annunciò la fine dell'attività a 31 anni per via dell'attesa del suo primo figlio.